# 17960 Лібератор
17960 Лібератор (17960 Liberatore) — астероїд головного поясу, відкритий 10 травня 1999 року.
Тіссеранів параметр щодо Юпітера — 3,486.